# Theater Baden-Baden

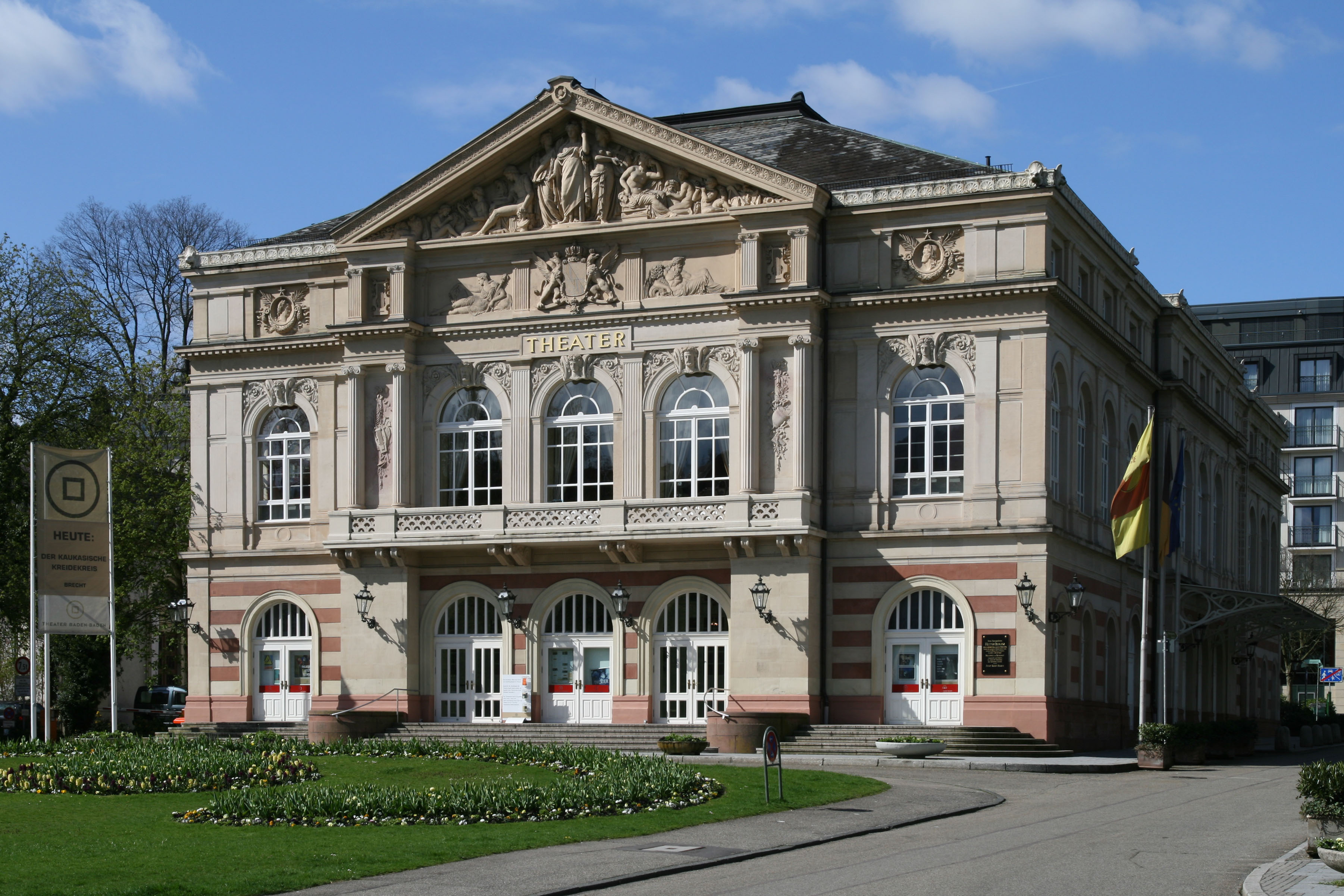
Theater Baden-Baden

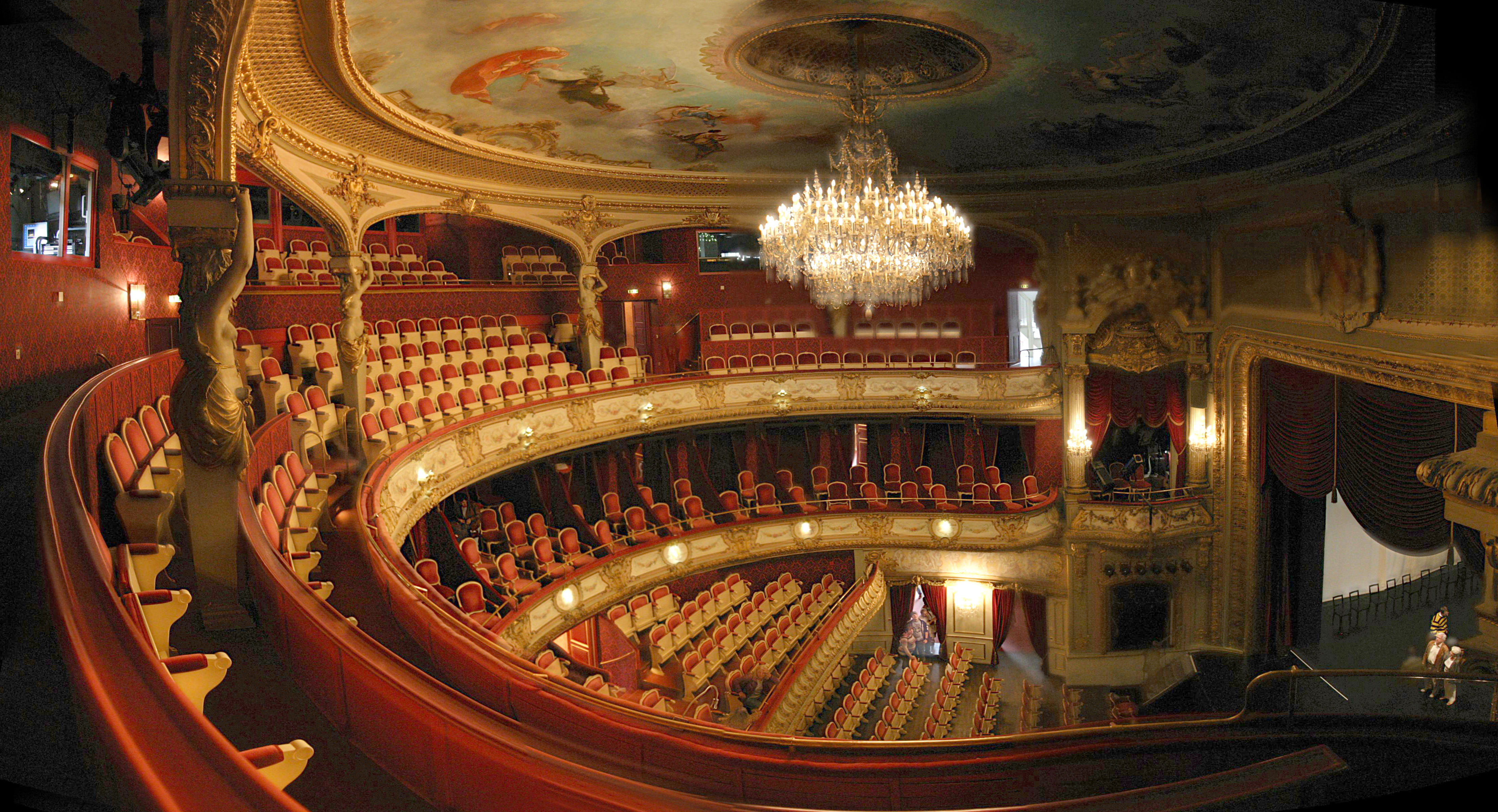
Zuschauerraum

Das Theater Baden-Baden am Goetheplatz ist das Stadttheater der Stadt Baden-Baden.

## Geschichte
Auf Betreiben des damaligen Spielbankpächters Edouard Bénazet wurde das Theater 1862 von Charles Couteau außen mit klassizistischen Stilelementen und innen im Stil des französischen Rokoko errichtet.
Speziell für die Eröffnung im August 1862 komponierte Hector Berlioz die Oper Béatrice et Bénédict nach Shakespeares Viel Lärm um Nichts. 1869 dirigierte Jacques Offenbach hier die Uraufführung seiner Operette La princesse de Trébizonde. 
Das Theater verfügt seit 1918 über ein festes Schauspielerensemble. Das Spielplanrepertoire umfasst schwerpunktmäßig die Werke William Shakespeares, Heinrich von Kleists, Klassiker der Moderne sowie französischsprachige Gastspiele. Im Rahmen von Gastspielen und Koproduktionen werden auch Opern und andere Werke des Musiktheaters aufgeführt.
Zu Beginn der 1990er Jahre wurde das Theater vollständig renoviert und mit moderner Technik ausgestattet.
In den Jahren 2005 und 2019 war das Theater Baden-Baden Gastgeber der Baden-Württembergischen Theatertage.
Das Theater gehört zu den Spielorten des New Pop Festivals. Die Räumlichkeiten, vor allem das Foyer, können für Hochzeiten und andere Veranstaltungen angemietet werden.

## Intendanten
- 1918–1926: Hans Waag
- 1926–1930: Hermann Grußendorf
- 1930–1933: Robert Klupp und Wolrad Rube
- 1933–1935: Otto Grimm-Provence (als Politischer Kommissar für kulturelle Belange)
- 1935–1939: Karl Heyser
- 1939–1940: Gotthold Ephraim Lessing
- (1940–1946: Theater geschlossen)
- 1946–1947: Paul van der Hurk
- 1947–1949: Franz Everth (Zusammenschluss mit dem Theater Freiburg)
- 1949–1965: Hannes Tannert
- 1965–1968: Kurt H. Welke
- 1968–1976: Günther Penzoldt
- 1976–1983: Wolfgang Poch
- 1983–1996: Frieder Lorenz
- 1996–2004: Peter Lüdi
- seit 2004: Nicola May[1]